# Smithfield, Maine
Smithfield är en kommun i Somerset County i delstaten Maine, USA.